# Hardfloor
Hardfloor ist ein Techno-Projekt des Produzenten-Duos Ramon Zenker aus Meerbusch und Oliver Bondzio aus Krefeld. In den 1990er-Jahren widmeten sie sich vor allem dem Acid Techno.

## Geschichte
Die ersten beiden Singles Let da Bass go und Drug Overlord erschienen 1991 auf dem Plattenlabel Eye Q Records. Der im Vergleich zu anderen Veröffentlichungen von Eye Q deutlich härtere Sound von Hardfloor wurde später von Sven Väth als eine der Ursachen genannt, die zur Gründung des Sublabels Harthouse führten.
1992 erschien Acperience auf Harthouse und wurde zu einem der Techno-Clubhits der frühen 1990er Jahre. Die prägnante Verwendung des TB 303 wurde zum Markenzeichen von Hardfloor. Nach dem Album TB Resuscitation und den Single-Auskopplungen Trancescript (1993) und Into the Nature (1994) produzierte das Duo 1994 die Jubiläumsausgabe Harthouse 50 mit dem Titel Fish & Chips. Im selben Jahr folgte das Album Respect mit der Single-Auskopplung Mahogany Roots, für deren Artwork der Künstler George Dare verpflichtet wurde.
1995 vollzogen Hardfloor mit dem Album Da damn Phreak Noize Phunk? einen Stilbruch. Die Musik basierte statt auf den bisherigen regelmäßigen Techno-Rhythmen nun eher auf Big Beat und Funk, verzichtete aber nicht auf den Hardfloor-typischen Einsatz des Roland TB 303. Der Albumtitel wurde auch zum Namen eines neuen Projekts von Zenker und Bondzio, mit dem sie 1999 auf dem Label Stud!o K7 ein Big Beat-Album veröffentlichten.
1997 erschien eine Best of Hardfloor mit den erfolgreichsten Produktionen und Remixes des Duos. Darunter auch der Hardfloor-Remix von It's no good (Depeche Mode), Blue Monday (New Order) und Our Darkness (Anne Clark). Am bekanntesten wurde aber der hier ebenfalls enthaltene Remix von Yeke Yeke (Mory Kanté), der in dem Danny-Boyle-Film The Beach mit Leonardo DiCaprio in einer kürzeren Edit-Version verwendet wurde.
Eine Fangemeinde haben die zwei Rheinländer insbesondere auch in Japan, dem Heimatland der TB 303. Seit 1994 geben sie dort jährlich Gastspiele. Weitere internationale Gigs fanden auf Festivals wie dem Tribal Gathering und dem Universe in Großbritannien, dem Arvikafestival in Schweden, dem Quart Festival in Norwegen, sowie der Mayday, der Time Warp und der Nature One in Deutschland statt.
1998 veröffentlichten sie nach der Insolvenz von Eye Q das Album All Targets Down auf dem inzwischen von der UCMG (Undercover Music Group) aus der Insolvenzmasse erworbenen Harthouse-Label. Kurz nach der Veröffentlichung des Albums So What? 2000 geriet auch die UCMG in eine Insolvenz, woraufhin das Duo die Gründung ihres eigenen Labels www.hardfloor.de beschloss. Hierauf veröffentlichten sie nach einigen Maxi-Single-Releases 2005 das Album 4 Out Of 5 Aliens Recommend This und 2006 zum 15-jährigen Firmenjubiläum von HMV Japan die Mix-CD Our Acid Experience.

## Diskografie

### Alben
- 1993: Hardfloor – TB Resuscitation (Harthouse)
- 1994: Hardfloor – Respect (Harthouse)
- 1996: Hardfloor – Homerun (Harthouse)
- 1997: Hardfloor – Best Of (Eye Q Records)
- 1998: Hardfloor – Hardfloor presents X-Mix: Jack In The Box (Studio K7)
- 1998: Hardfloor – All Targets Down (Harthouse)
- 1999: Da Damn Phreak Noize Phunk – Electric Crate Digger (Studio K7)
- 2000: Hardfloor – So What?! (Harthouse)
- 2002: Da Damn Phreak Noize Phunk – Take Off Da Hot Sweater (Combination Records)
- 2003: Da Damn Phreak Noize Phunk – Lost & Found (Combination Records)
- 2005: Hardfloor – 4 Out Of 5 Aliens Recommend This (www.hardfloor.de)
- 2006: Hardfloor – Compiler 1.0 (www.hardfloor.de)
- 2006: Hardfloor – Our Acid Experience (www.hardfloor.de)
- 2007: Hardfloor – The Life We Choose (www.hardfloor.de)
- 2009: Da Damn Phreak Noize Phunk – The Cheerleaders are smilin´ at you (Mole Listening Pearls / Intergroove)
- 2010: Hardfloor – 2 Guys, 3 Boxes (www.hardfloor.de)
- 2014: Hardfloor – The Art of Acid (www.hardfloor.de)
- 2017: Hardfloor – The Business of Basslines (www.hardfloor.de)
- 2024: Hardfloor – Still Lost in the Silverbox (www.hardfloor.de)

### Singles und EPs
- 1991: Let Da Bass Go (Eye Q Records)
- 1992: Drug Overlord (Eye Q Records)
- 1992: Hardtrance Acperience E.P. (Harthouse)
- 1993: Trancescript (Harthouse)
- 1994: Into The Nature (Harthouse)
- 1994: Funalogue Mini Album (Harthouse)
- 1994: Mr. Anderson / Fish & Chips (Harthouse)
- 1994: Mahogany Roots (Harthouse)
- 1994: Lost In The Silver Box/ AM-Trip (Ltd. 10"; Harthouse)
- 1995: Respected Remixes (Harthouse)
- 1995: Da Damn Phreak Noize Phunk? (Harthouse)
- 1996: Strikeout (Harthouse)
- 1996: Beavis At Bat (Harthouse)
- 1997: Da Damn Phreak Noize Phunk? Volume 2 (Harthouse)
- 1998: Hardfloor Will Survive (mit Phuture; Harthouse)
- 1999: Skill Shot (Harthouse)
- 2000: Smash The Gnat (Harthouse)
- 2001: Communication To None (Harthouse)
- 2001: Underexposed Above Average (Harthouse)
- 2003: Alphabetical / Received Files / Me Too (www.hardfloor.de)
- 2004: Da Revival / Hubbub Rub (www.hardfloor.de)
- 2004: Soulful Spirit / Mrs. Broflovski (www.hardfloor.de)
- 2004: Murano / Joppiemuffler (www.hardfloor.de)
- 2005: Groupie Love / Plasticacid / Jack the House (www.hardfloor.de)
- 2005: T 2 Da C (Da Remixes) (www.hardfloor.de)
- 2006: Devils & Donuts / Who took da box? (www.hardfloor.de)
- 2006: Tugger / Butterflies in Bottermelk (www.hardfloor.de)

### Remixe
- Mory Kanté – Yeke Yeke
- Bassheads – Is There Anybody Out There?
- New Order – Blue Monday
- Robert Armani – Circus Bells
- Anne Clark – Our Darkness ’97
- Anne Clark – Sleeper in Metropolis ’97
- The Shamen – Destination Eschaton (Destination Krefeldton)
- Depeche Mode – It's No Good
- Mike Oldfield – Let There Be Light
- Yello – Vicious Games 98
- Rising High Collective (Caspar Pound) – Fever Called Love